# Pseudoeurycea lineola
Pseudoeurycea lineola es una especie de salamandras en la familia Plethodontidae. Es endémica de México. Su hábitat natural son bosques húmedos tropicales o subtropicales a baja altitud, los montanos húmedos tropicales o subtropicales y las plantaciones. Está amenazada de extinción debido a la destrucción de su hábitat.